# 海鋒拓也
海鋒 拓也（かいほこ たくや、1994年12月27日 - ）は、日本の俳優、声優、歌手。愛知県清須市出身。

## 人物
以前は劇団ひまわりに所属していた。
特技はピアノ、テニス、バスケットボール、長距離走。

## 出演
太字はメインキャラクター。

### テレビドラマ
- 恋する日曜日
- 魔法戦隊マジレンジャー第6話
- こちら本池上署
- わたしたちの教科書

### 映画
- チェーン
- デビルマン
- はい!もしもし、大塚薬局ですが

### テレビアニメ
- capeta（2005年） - 三瓶武
- ミチコとハッチン（2008年） - ブラッキ
- テレビまんが 昭和物語（2011年）

### 劇場版アニメ
- マイマイ新子と千年の魔法（2009年） - 四郎[3]
- カラフル（2010年） - クラスメイト

### ゲーム
- キングダム ハーツII（2005年） - フランダー
- エースコンバット6 解放への戦火（2007年） - アレックス・オライリー

### 曲名
2005年度
- 「そうだったらいいのにな」作詞：井出隆夫 ／ 作曲：福田和禾子 うた：三浦友和、黒木瞳、海鋒拓也、綾瀬はるか
- 「たこやきなんぼマンボ」作詞：もりちよこ ／ 作曲：パラダイス山元 うた：三浦友和、黒木瞳、海鋒拓也、綾瀬はるか
- 「星が笑うと生まれたの」作詞：川村久仁美 / 作曲：渋谷毅 うた：海鋒拓也、綾瀬はるか

### 吹き替え

#### 映画
- スパイダーマン2（2004年）
- ピーター・パン (2003年の映画)（2004年） - マイケル・ダーリング
- キャプテン・ウルフ（2005年）
- チャーリーとチョコレート工場（2005年） - マイク・ティービー ※劇場公開版
- トゥー・ブラザーズ（2005年） - ラウール〈フレディ・ハイモア〉
- ハリー・ポッターと炎のゴブレット（2005年）
- ナニー・マクフィーの魔法のステッキ（2006年） - エリック・ブラウン ※DVD・BD版
- レジェンド・オブ・ゾロ（2006年） - ホアキン・デ・ラ・ベガ ※DVD・BD版
- ゾディアック（2007年）
- ハリー・ポッターと不死鳥の騎士団（2007年）
- ウォーター・ホース（2008年）
- ライラの冒険 黄金の羅針盤（2008年） - ロジャー・パースロウ ※劇場公開版
- ウルヴァリン:X-MEN ZERO（2009年） - ビクター幼少時代
- ハリー・ポッターと死の秘宝 PART1（2010年） - ナイジェル・ウォルパート
- ハリー・ポッターと死の秘宝 PART2（2011年） - ナイジェル・ウォルパート

#### テレビドラマ
- リジー&Lizzie（2003年） - マット
- WITHOUT A TRACE/FBI 失踪者を追え!（2007年） - ブランドン、マルコム
- 太王四神記（2008年）

#### アニメ
- ヘラクレス（2003年） - フィリップ
- ファインディング・ニモ（2003年） - シェルドン
- Mr.インクレディブル（2004年） - ダッシュ＝ダッシェル・ロバート・パー（歌声）
- ホーム・オン・ザ・レンジ にぎやか農場を救え!（2005年） - 子豚
- マダガスカル（2005年）
- リトル・マーメイドIII はじまりの物語（2008年） - フランダー

### テレビ番組
- てれび絵本「きょうはだれかな?シリーズ」
- 第三会議室（毎年恒例元旦スペシャル出演）

### ラジオドラマ
- ハッピーバースデー 命かがやく瞬間（大輔）

### CM
- セキスイハイム
- 丸美屋

### その他コンテンツ
- 東京ディズニーリゾート
  - 東京ディズニーランド
    - ジュビレーション!（シンバ）

  - 東京ディズニーシー
    - キング・トリトンのコンサート（フランダー）